# 比利亚基兰德洛辛凡特斯
比利亚基兰德洛辛凡特斯，是西班牙卡斯蒂利亚-莱昂布尔戈斯省的一个市镇。总面积13平方公里，总人口221人（2001年），人口密度17人/平方公里。